# Obrh (Słowenia)
Obrh – wieś w Słowenii, w gminie Dolenjske Toplice. W 2018 roku liczyła 75 mieszkańców.